# DeAndre Jordan
Hyland DeAndre Jordan jr. (Houston, 21 luglio 1988) è un cestista statunitense, professionista nella NBA con i Denver Nuggets. Ha giocato un anno di college basketball alla Texas A&M University, per poi venir selezionato al Draft NBA 2008 dai Clippers come 35ª scelta.

## Carriera

### Primi anni
Nato a Houston, alle scuole superiori Jordan aveva una media di 15,0 punti, 12,0 rimbalzi e 4,0 stoppate per partita al secondo anno. Da junior la media era di 16,5 punti, 14,0 rimbalzi e 7,0 stoppate. Da senior era addirittura aumentata a 26,1 punti, 15,2 rimbalzi e 8,1 stoppate per incontro. Sempre alla sua scuola, la Christian Life Center, fece il suo record realizzativo, con 37 punti in una sola partita. Superò anche il record di stoppate dell'istituto, eseguendone 20.
All'uscita dalla scuola, Jordan fu collocato dalla rivista Rivals.com all'ottava posizione nella classifica dei migliori giocatori in prospettiva, il secondo centro del paese e il primo del Texas.
Nell'estate del 2007 Jordan giocò per la nazionale USA ai campionati mondiali Under-19 in Serbia. Rimase in campo 9 minuti per partita e la squadra chiuse in seconda posizione.

### NBA
Proveniente da Texas A&M University, giocatore dotato di grande atletismo, potente, ha nella schiacciata il suo punto di forza, gioca nel ruolo di centro. Viene selezionato al secondo giro al Draft del 2008 dai Los Angeles Clippers (come 35ª scelta assoluta), diventando ben presto presenza fissa nel quintetto base. Il 10 marzo 2013, in una partita casalinga dei suoi Los Angeles Clippers contro i Detroit Pistons allo Staples Center, effettua quella che è considerata "Dunk of the Year" (la schiacciata dell'anno) sulla testa della malcapitata guardia degli avversari Brandon Knight.
Chiude la stagione 2014-15 vincendo ancora il titolo di miglior rimbalzista, con una media di 15.0 rimbalzi. In gara-1 dei quarti di finale della Western Conference realizza 9 punti e cattura 14 rimbalzi e aiuta la sua squadra a vincere per 107-92 contro i San Antonio Spurs. L'8 luglio 2015 rifirma con i Clippers un quadriennale da 80 milioni dopo aver accettato con un accordo verbale l'offerta di pari valore dei Dallas Mavericks, rimangiandosi così la sua parola. Il 14 febbraio 2018 segna il suo career-high di 30 punti nella vittoria casalinga contro i Boston Celtics per 129-119.
Il 31 gennaio 2019 passa ai New York Knicks venendo coinvolto in una trade a sette giocatori, che porta lui, Dennis Smith e Wesley Matthews nella squadra di New York, mentre a Dallas il lettone Kristaps Porziņģis, Tim Hardaway jr, Courtney Lee e Trey Burke. Durante l'estate 2019 firma con i Brooklyn Nets, dove resta fino al termine della regular season 2020-21, scalzato dal ritorno di LaMarcus Aldridge.
Dopo un 2021-22 complicato, giocato prima nella sua Los Angeles, però sponda Lakers, e poi con i Philadelphia 76ers del suo ex coach Doc Rivers e di James Harden, ex compagno ai Nets, fermandosi alla semifinale di Eastern Conference.
Nel luglio 2022 firma con i Denver Nuggets, con il ruolo di veterano dello spogliatoio, una scelta che gli permetterà di aggiudicarsi il suo primo titolo NBA, il primo vinto da uno dei protagonisti del trio "Lob City" (Chris Paul, Blake Griffin e lo stesso Jordan) che ha caratterizzato la storia recente dei Los Angeles Clippers.

## Statistiche
| † | Denota una stagione in cui ha vinto il titolo |
| * | Primo nella lega                              |
| * | Record                                        |

### NCAA
| Anno      | Squadra          | PG | PT | MP   | TC%  | 3P% | TL%  | RP  | AP  | PRP | SP  | PP  |
| --------- | ---------------- | -- | -- | ---- | ---- | --- | ---- | --- | --- | --- | --- | --- |
| 2007-2008 | Texas A&M Aggies | 35 | 21 | 20,1 | 61,7 | -   | 43,7 | 6,0 | 0,4 | 0,2 | 1,3 | 7,9 |
| Carriera  | Carriera         | 35 | 21 | 20,1 | 61,7 | -   | 43,7 | 6,0 | 0,4 | 0,2 | 1,3 | 7,9 |

#### Massimi in carriera
- Massimo di punti: 18 vs Texas State-San Marcos (8 dicembre 2007)[3]
- Massimo di rimbalzi: 12 (2 volte)
- Massimo di assist: 2 (2 volte)
- Massimo di palle rubate: 1 (7 volte)
- Massimo di stoppate: 6 vs Baylor (5 marzo 2008)
- Massimo di minuti giocati: 34 vs Baylor (5 marzo 2008)

### NBA

#### Regular Season
| Anno       | Squadra            | PG    | PT  | MP   | TC%   | 3P%  | TL%  | RP    | AP  | PRP | SP  | PP   |
| ---------- | ------------------ | ----- | --- | ---- | ----- | ---- | ---- | ----- | --- | --- | --- | ---- |
| 2008-2009  | L.A. Clippers      | 53    | 13  | 14,5 | 63,3  | -    | 38,5 | 4,5   | 0,2 | 0,2 | 1,1 | 4,3  |
| 2009-2010  | L.A. Clippers      | 70    | 12  | 16,2 | 60,5  | 0,0  | 37,5 | 5,0   | 0,3 | 0,2 | 0,9 | 4,8  |
| 2010-2011  | L.A. Clippers      | 80    | 66  | 25,6 | 68,6  | 0,0  | 45,2 | 7,2   | 0,5 | 0,5 | 1,8 | 7,1  |
| 2011-2012  | L.A. Clippers      | 66    | 66  | 27,2 | 63,2  | 0,0  | 52,5 | 8,3   | 0,3 | 0,5 | 2,0 | 7,4  |
| 2012-2013  | L.A. Clippers      | 82    | 82  | 24,5 | 64,3* | -    | 38,6 | 7,2   | 0,3 | 0,6 | 1,4 | 8,8  |
| 2013-2014  | L.A. Clippers      | 82    | 82  | 35,0 | 67,6* | -    | 42,8 | 13,6* | 0,9 | 1,0 | 2,5 | 10,4 |
| 2014-2015  | L.A. Clippers      | 82    | 82  | 34,4 | 71,0* | 25,0 | 39,7 | 15,0* | 0,7 | 1,0 | 2,2 | 11,5 |
| 2015-2016  | L.A. Clippers      | 77    | 77  | 33,7 | 70,3* | 0,0  | 43,0 | 13,8  | 1,2 | 0,7 | 2,3 | 12,7 |
| 2016-2017  | L.A. Clippers      | 81    | 81  | 31,7 | 71,4* | 0,0  | 43,0 | 13,8  | 1,2 | 0,6 | 1,7 | 12,7 |
| 2017-2018  | L.A. Clippers      | 77    | 77  | 31,5 | 64,5  | -    | 58,0 | 15,2  | 1,5 | 0,5 | 0,9 | 12,0 |
| 2018-2019  | Dallas Mavericks   | 50    | 50  | 31,1 | 64,4  | -    | 68,2 | 13,7  | 2,0 | 0,7 | 1,1 | 11,0 |
| 2018-2019  | N.Y. Knicks        | 19    | 19  | 25,9 | 63,4  | -    | 77,3 | 11,4  | 3,0 | 0,5 | 1,1 | 10,9 |
| 2019-2020  | Brooklyn Nets      | 56    | 6   | 22,0 | 66,6  | -    | 68,0 | 10,0  | 1,9 | 0,3 | 0,9 | 8,3  |
| 2020-2021  | Brooklyn Nets      | 57    | 43  | 21,9 | 76,3  | 0,0  | 50,0 | 7,5   | 1,6 | 0,3 | 1,1 | 7,5  |
| 2021-2022  | L.A. Lakers        | 32    | 19  | 12,8 | 67,4  | -    | 46,2 | 5,4   | 0,4 | 0,3 | 0,8 | 4,1  |
| 2021-2022  | Philadelphia 76ers | 16    | 1   | 13,4 | 59,3  | -    | 71,4 | 5,8   | 0,5 | 0,1 | 0,6 | 4,6  |
| 2022-2023† | Denver Nuggets     | 39    | 8   | 15,0 | 76,5  | 100  | 45,8 | 5,2   | 0,9 | 0,3 | 0,6 | 5,1  |
| 2023-2024  | Denver Nuggets     | 36    | 2   | 11,0 | 62,4  | -    | 49,1 | 4,7   | 0,7 | 0,2 | 0,4 | 3,9  |
| 2024-2025  | Denver Nuggets     | 56    | 5   | 12,3 | 65,0  | -    | 42,2 | 5,1   | 0,9 | 0,3 | 0,5 | 3,7  |
| Carriera   | Carriera           | 1.111 | 791 | 25,1 | 67,4* | 15,4 | 47,5 | 9,7   | 0,9 | 0,5 | 1,4 | 8,5  |
| All-Star   | All-Star           | 1     | 0   | 12,3 | 60,0  | 0,0  | -    | 3,0   | 2,0 | 0,0 | 0,0 | 6,0  |

#### Play-off
| Anno     | Squadra            | PG | PT | MP   | TC%   | 3P% | TL%  | RP    | AP  | PRP | SP  | PP   |
| -------- | ------------------ | -- | -- | ---- | ----- | --- | ---- | ----- | --- | --- | --- | ---- |
| 2012     | L.A. Clippers      | 11 | 11 | 22,6 | 52,5  | -   | 33,3 | 5,3   | 0,4 | 0,6 | 1,6 | 4,5  |
| 2013     | L.A. Clippers      | 6  | 6  | 24,0 | 45,5  | -   | 22,2 | 6,3   | 0,2 | 0,2 | 1,7 | 3,7  |
| 2014     | L.A. Clippers      | 13 | 13 | 34,0 | 73,0* | -   | 43,4 | 12,5  | 0,8 | 0,9 | 2,5 | 9,6  |
| 2015     | L.A. Clippers      | 14 | 14 | 34,4 | 71,6* | -   | 42,7 | 13,4  | 1,1 | 1,1 | 2,4 | 13,1 |
| 2016     | L.A. Clippers      | 6  | 6  | 33,0 | 63,2  | -   | 37,3 | 16,3* | 1,8 | 1,2 | 2,7 | 11,7 |
| 2017     | L.A. Clippers      | 7  | 7  | 37,8 | 70,5  | 0,0 | 39,3 | 14,3* | 0,7 | 0,4 | 0,9 | 15,4 |
| 2022     | Philadelphia 76ers | 3  | 2  | 10,3 | 100   | -   | -    | 2,3   | 0,3 | 0,0 | 0,7 | 3,3  |
| 2023†    | Denver Nuggets     | 4  | 0  | 3,5  | 66,7  | -   | 50,0 | 1,0   | 0,3 | 0,0 | 0,3 | 1,3  |
| 2024     | Denver Nuggets     | 2  | 0  | 6,5  | 50,0  | -   | 100  | 1,5   | 0,0 | 0,5 | 0,5 | 2,0  |
| 2025     | Denver Nuggets     | 7  | 0  | 5,1  | 100   | -   | 0,0  | 1,3   | 0,3 | 0,0 | 0,1 | 0,9  |
| Carriera | Carriera           | 73 | 59 | 25,7 | 67,0* | 0,0 | 40,4 | 9,2   | 0,7 | 0,6 | 1,7 | 8,0  |

#### Massimi in carriera
- Massimo di punti: 30 vs Boston Celtics (14 febbraio 2018)[4]
- Massimo di rimbalzi: 27 vs Dallas Mavericks (9 febbraio 2015)
- Massimo di assist: 9 (2 volte)
- Massimo di palle rubate: 5 vs Portland Trail Blazers (8 novembre 2014)
- Massimo di stoppate: 9 vs Sacramento Kings (29 novembre 2013)
- Massimo di minuti giocati: 45 (2 volte)

## Riconoscimenti e record
- Campionato NBA: 1

Denver Nuggets: 2023
- Miglior rimbalzista NBA (2014, 2015)
- 2 volte maggior numero di rimbalzi totali in stagione NBA
- 3 volte maggior numero di rimbalzi difensivi in stagione NBA
- Miglior tiratore NBA dal campo (2017)
- All-NBA Team: 3

First Team: 2016
Third Team: 2015, 2017
- NBA All-Defensive Team:

First Team: 2015, 2016
- NBA All-Star Game: 1

2017
- Trentaquattresimo miglior rimbalzista di sempre NBA
- Trentasettesimo per numero di stoppate di sempre NBA